# Hexarthra mira
Hexarthra mira is een soort in de taxonomische indeling van de raderdieren (Rotifera). 
Het dier behoort tot het geslacht Hexarthra en behoort tot de familie Hexarthridae. De wetenschappelijke naam van de soort werd voor het eerst geldig gepubliceerd in 1871 door Hudson.